# Motława
La Motława (in tedesco: Mottlau) è un fiume nel Voivodato della Pomerania polacca. Il Mottlau sorge ai margini della Cresta della Pomerania. La lunghezza del fiume è 64,7 km, l'area del bacino idrografico 1511,3 km².
La Motława attraversa il territorio del comune di Starogard Gdański (Starogard), la città Tczew (Tczew), le comunità di Suchy Dąb (Zugdam) e Pruszcz Gdański (Praust), e attraversa la città di Danzica circondando l'isola di Wyspa Spichrzów e sfociando nella Martwa Wisła. L'isola di Wyspa Spichrzów (in polacco isola dei granai) è stata creata nel 1576 in costruito un canale che ancora oggi collega il fiume Motława con il porto di Danzica, che porta il nome Nowy Motława.
Nel 2001 la Motława ha causato un'inondazione nella città di Danzica, dovuta al ristagno dalla foce.